# Verderol
|  | Aquest article tracta sobre l'ocell anomenat verderol comú o verdum. Vegeu-ne altres significats a «Verderol (desambiguació)». |

El verderol comú, verdum europeu o senzillament verdum (Chloris chloris), és un ocell de l'ordre dels passeriformes i la família dels fringíl·lids com el pinsà comú. Es reprodueix a tot Europa, nord d'Àfrica i sud-oest d'Àsia, arribant per l'est fins a l'Iran i Rússia. És una espècie comuna a la península Ibèrica. La seua mida és de 14-16 cm. Els mascles són de color verd groguenc, amb cridaneres taques negres a les ales i cua, les femelles són d'un color menys intens amb tonalitats marrons a la part posterior, sent les seues taques a les ales i cua de color groc pàl·lid. Les seues postes solen tenir de 3 a 8 ous. S'alimenten principalment de llavors i insectes. El seu cant és molt apreciat.

## Galeria fotogràfica

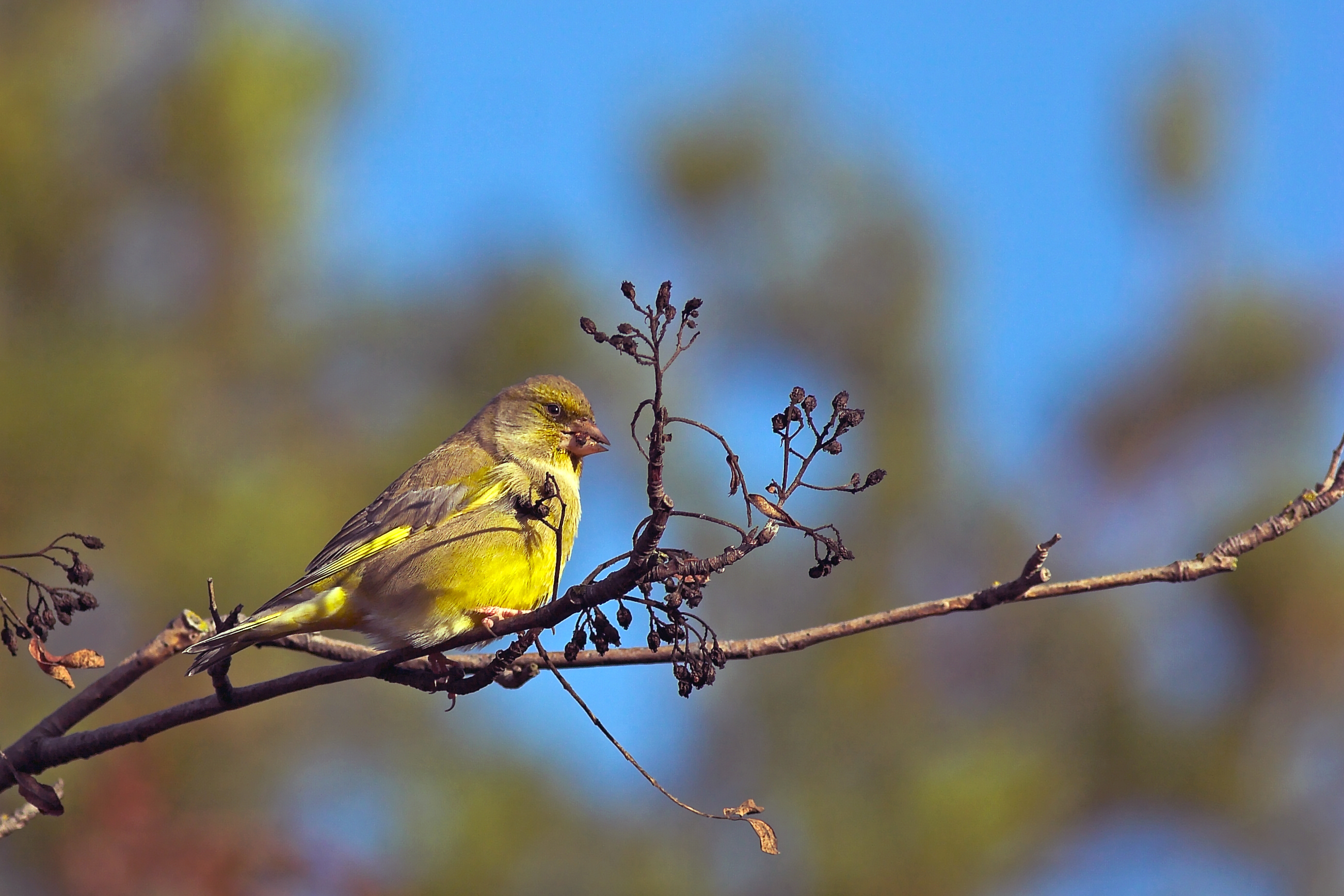
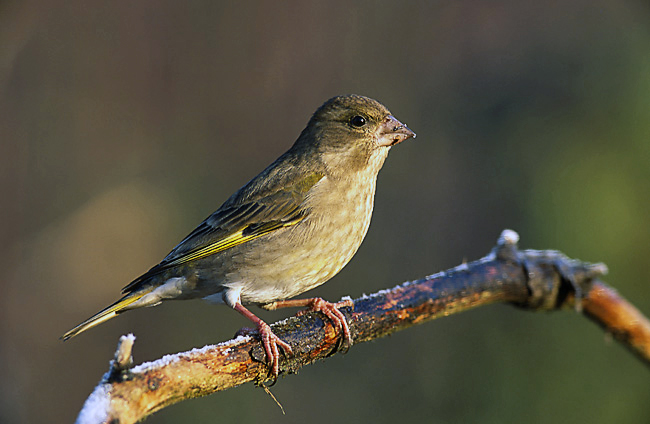
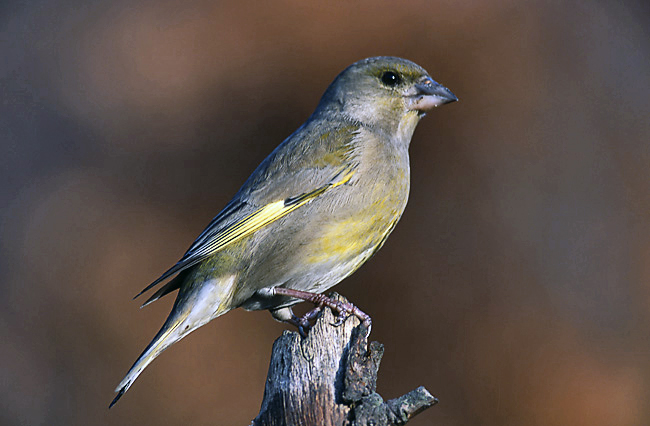
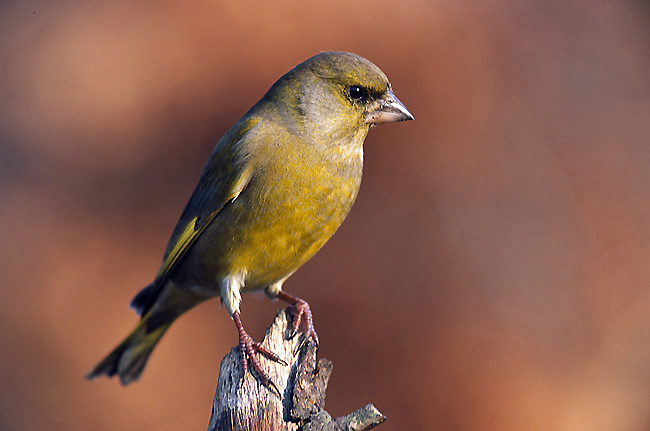
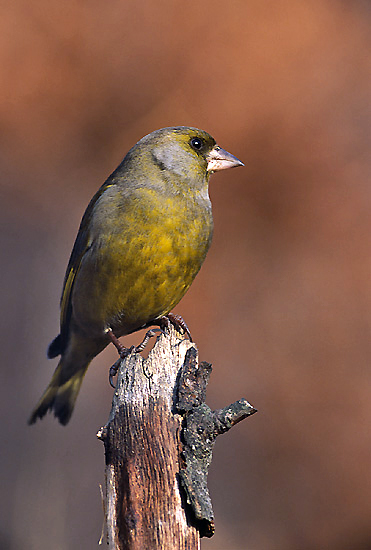
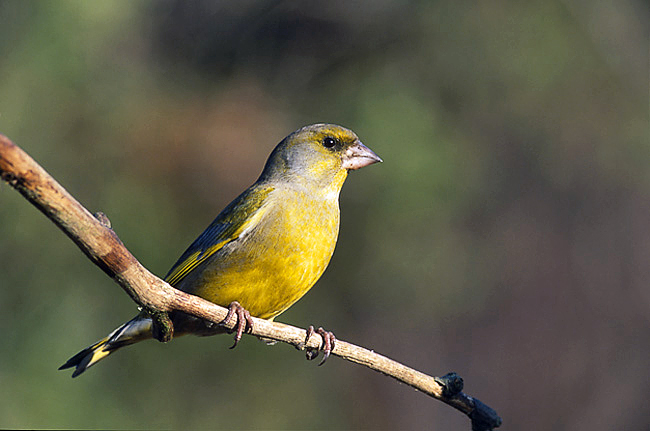
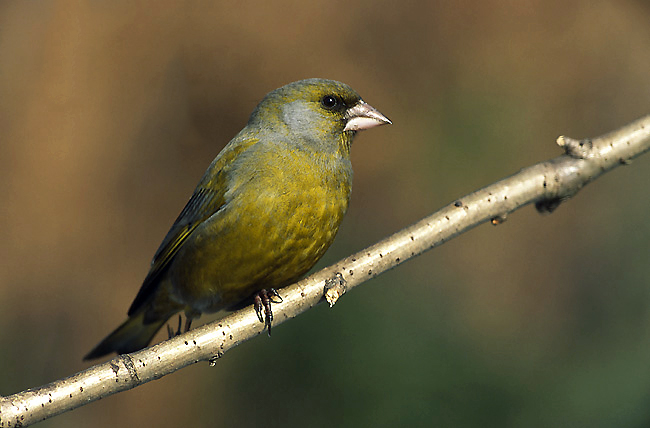
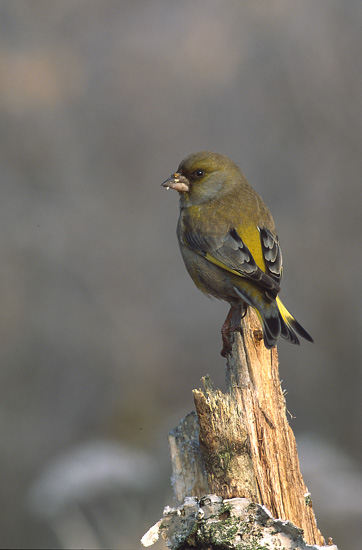
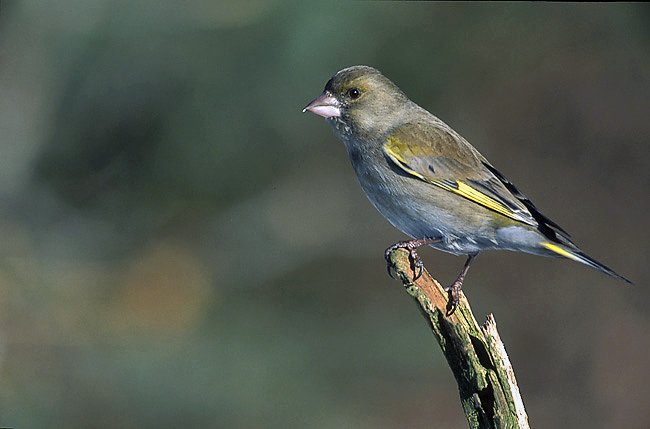
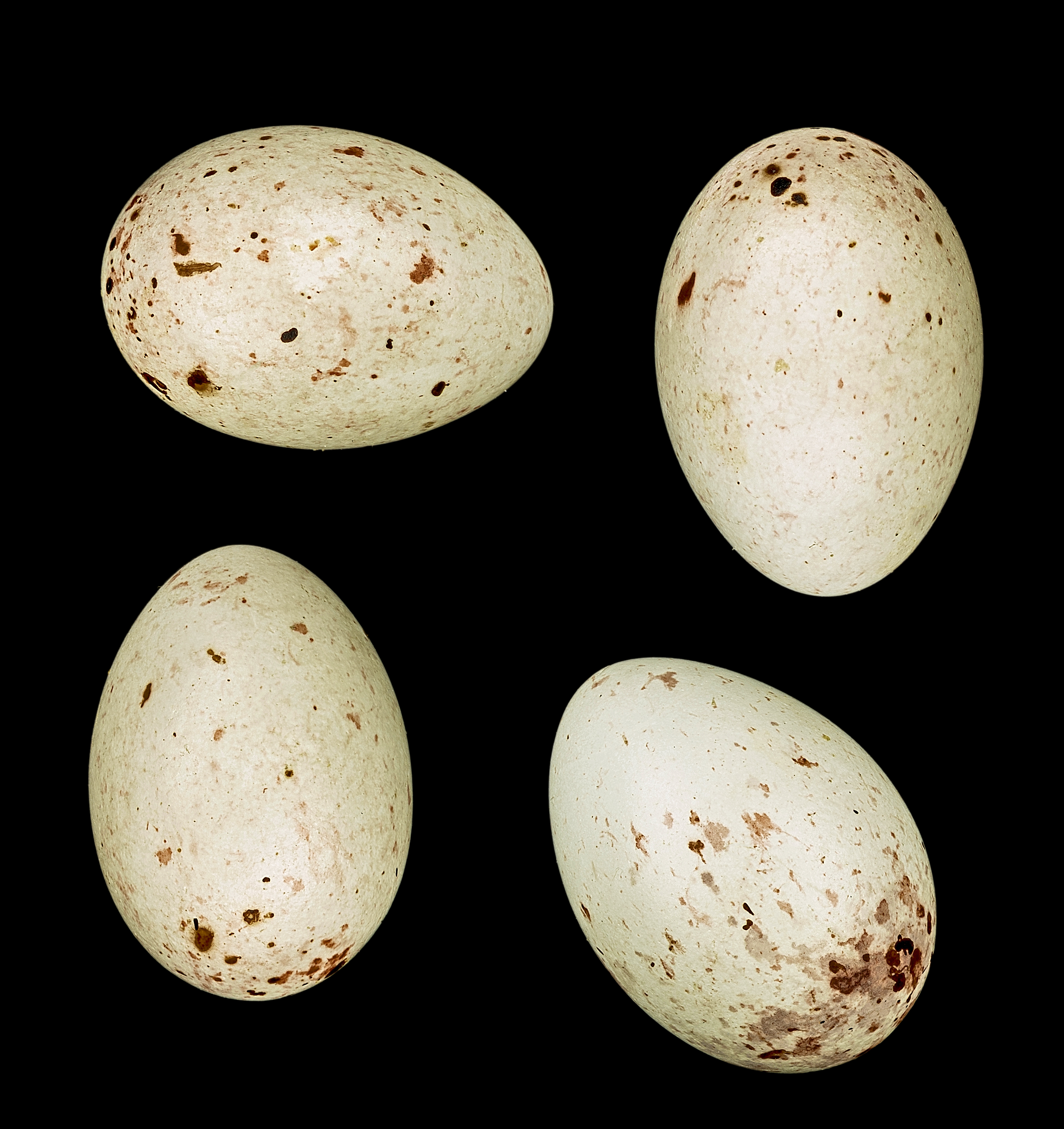